# グリエルモ・マルコーニ

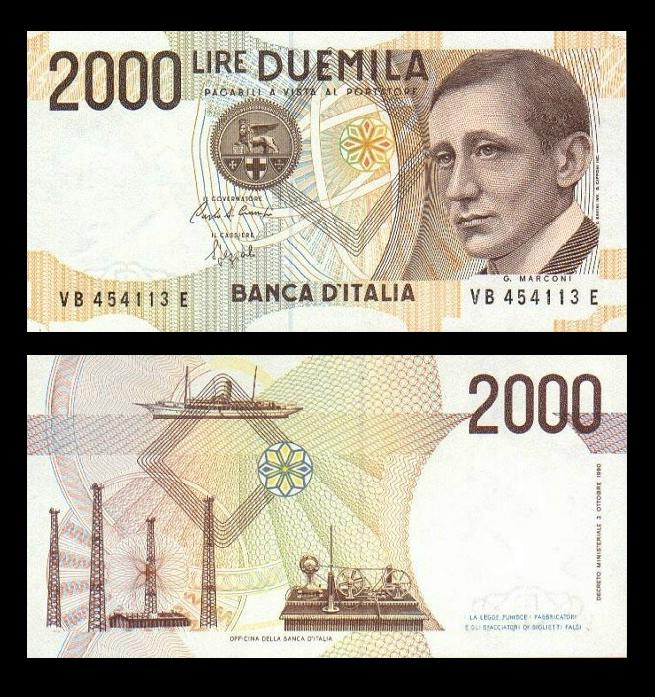
グリエルモ・マルコーニの肖像がデザインされている2000リラ紙幣

初代マルコーニ侯爵グリエルモ・ジョバンニ・マリア・マルコーニ（Guglielmo Giovanni Maria Marconi, 1º Marchese di Marconi、1874年4月25日 - 1937年7月20日）は、無線電信の開発で知られるイタリアの発明家、起業家。ロイヤル・ソサエティ・オブ・アーツ会員。
1909年、無線通信の発展に貢献したとして、ブラウンとともにノーベル物理学賞を受賞した。
1916年より短波開拓に着手し、日中でも遠距離通信が可能な「昼間波」を発見。1924年、英国郵政庁より短波公衆回線の建設を請負い、「昼間波」と「ビームアンテナ」の二刀流で短波黄金時代を切り拓いた。1933年には世界初のUHF実用回線を完成させたほか、UHF波が曲がることを発見している。実業家としても戦間期の国際政治を左右するほど成功した。
1897年にマルコーニ無線電信会社を創立した。イギリスのマルコーニ社は一世紀以上もの間ゼネラル・エレクトリック・カンパニーとして知られていたが、1968年にはイングリッシュ・エレクトリック他多数の電機会社と合併して、1999年に防衛機器部門をBAEシステムズに売却し、残った事業がマルコーニ株式会社という名前で存続している。
1919年、アメリカン・マルコーニ社がゼネラル・エレクトリック、AT&T、ウェスティングハウスに買収されてRCAとなった。
1928年3月16日、ジョン・ペンダーと政府受注を争った末に、帝国代表者会議の立会いで、ペンダー側イースタン電信会社とマルコーニ無線電信会社間で保有比率56.25対43.75とする持ち株会社をつくることで合意した。代表者会議による審議は続き、7月6日に勧告として報告書が出された。内容は、ペンダーとマルコーニの各事業だけでなく、郵政省の短波システムに太平洋/大西洋ケーブルを一挙に合併させる構想であった。8月に議会で承認されてから、構想は自治領で次々と追認された。1929年4月8日、合併会社はケーブル・アンド・ワイヤレス、通信会社は帝国国際通信Imperial and International Communicationsという名前で発足した。これらは世界的な通信網として、P&Oや帝国航空会社（現・ブリティッシュエアウェイズ）などで利用された。

## 生い立ち、幼少期、教育
生い立ち
ジュゼッペ・マルコーニ（Giuseppe Marconi）と、アニー・ジェームソン（Annie Jameson）の次男として、1874年4月25日にボローニャで誕生。フルネームはグリエルモ・ジョヴァンニ・マリア・マルコーニ（Guglielmo Giovanni Maria Marconi）。父ジュゼッペはイタリアのポッレッタ・テルメ出身のボローニャの裕福な地主。母アニーはアイルランド人で ジェムソン・アイリッシュ・ウイスキー (Jameson Whiskey distillery) の創業者の曾孫。
アルフォンソ（Alfonso）という兄がいる。
グリエルモが2歳から6歳の間は、兄アルフォンソや母アニーとともにイングランドのベッドフォードで暮らした。
教育
マルコーニはとても裕福な家庭の生まれであり、一般人のように学校にはほとんど通わなかったが、両親が家庭教師を何人も雇い、数学や物理、化学などをマンツーマンで学ぶことができた。また、マルコーニ母子には、秋や冬に母アニーの姉妹の住むリヴォルノ（トスカーナの町）に毎年のように滞在していた時期があったが、この地でアニーは、ヴィンツェンツォ・ローザという、現地のリチェオ・ニッコリーニ（Liceo Niccolini。「ニッコリーニ高校」）で物理と数学を教えている男性教師を雇った。マルコーニは後年、このローザとの出会いが重要だった、と振り返っている。ローザは、トリノ王立大学で物理と数学の学位を得た後、イタリア各地の高校やフィレンツェの物理学校などで教えていたが、ヘルツ波に興味があり、科学論文を執筆し、実験装置を所持していた。マルコーニは、17歳の頃、1891年の秋からほぼ1年間、ローザから基本的な物理学や電気工学の理論と応用について個人授業を受け、さらに彼が自宅の研究室に招いてくれたおかげで、様々な実験を行うことができた。
マルコーニは18歳でボローニャに戻ると、ボローニャ大学のアウグスト・リーギ教授と交流を始めた。教授は自分の講座にマルコーニが参加し、さらに大学の研究室や図書館を使用する許可を与えた。
マルコーニは、その後フィレンツェのイスティトゥート・カヴァッレーロ（Istituto Cavallero。「カヴァッレーロ高等専門学校」）でも学んだ。

## 無線電信の開発
若いころからマルコーニは科学、特に電気に興味を持っていた。1888年、ハインリヒ・ヘルツが1894年に亡くなると、彼のそれまでの発見を再検討する書籍等が出版され、マルコーニの興味をかきたてた。ボローニャ大学の物理学者でマルコーニ家の隣人でもあったアウグスト・リーギはヘルツの成果に基づいた研究をしており、マルコーニは彼の下で学ぶことを許された。リーギは The Electrician 誌を購読しており、1894年の同誌にオリバー・ロッジが無線電信の公開実験に使った装置の詳細が掲載された。

### 初期の実験（イタリア）

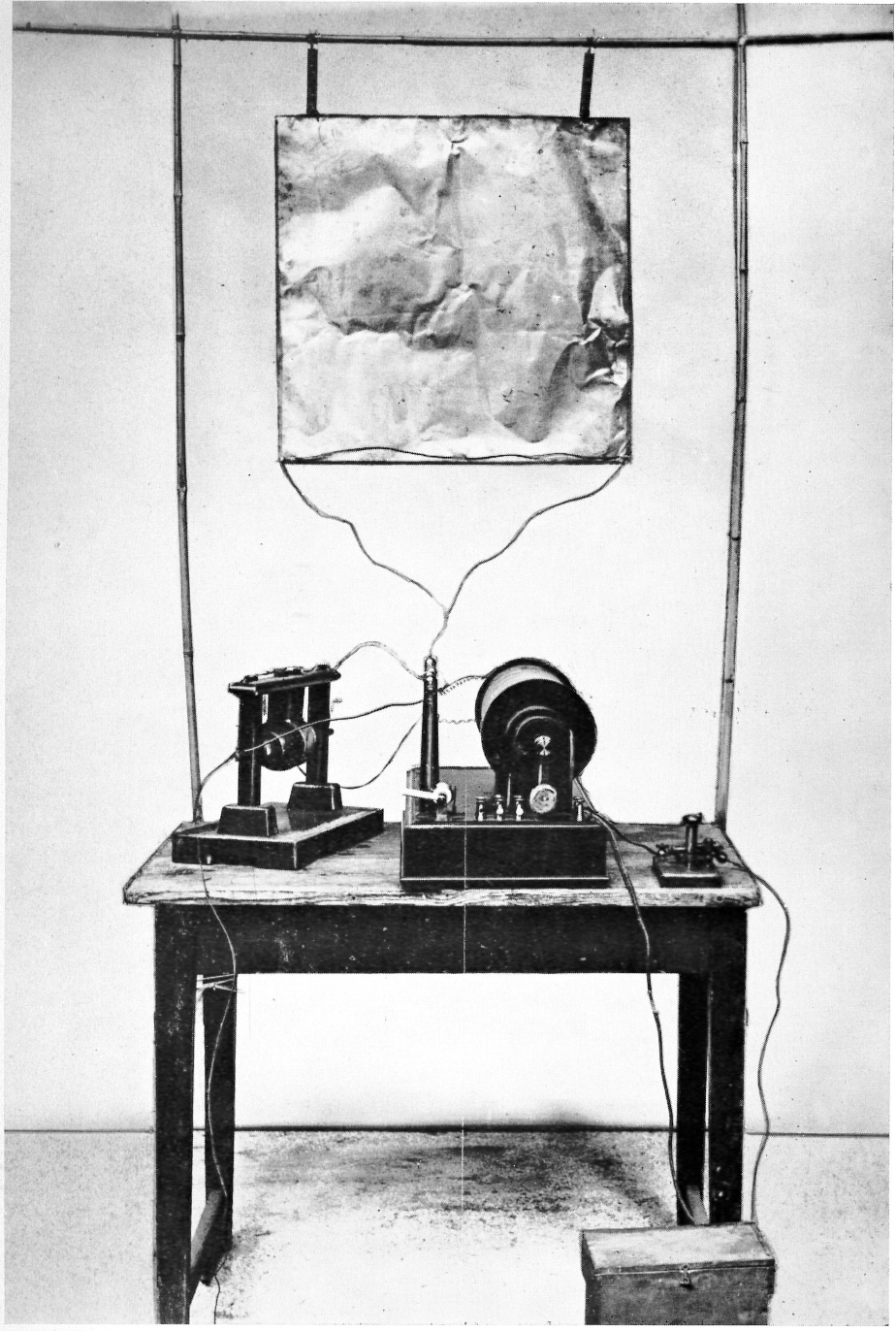
イタリア時代の送信機 （1895年）

マルコーニは自宅の屋根裏で装置を自前で作り、実験を開始した。彼の目標は電波を使った「無線電信」の実用的システムを完成させることだった。それまでも様々な探究が行われたが、商業的成功に至った者は1人もいなかった。マルコーニは個々の部品を改良してそれらを組み合わせてシステムを構築した。
マルコーニのシステムには次のような構成要素があった。
- 比較的単純な発振器または火花送信機。リーギの設計したものを手本にした。
- 地面に対して高いところに設置した電線（アンテナ）。
- コヒーラ検波器。エドアール・ブランリーの考案した本来のコヒーラを改良し、感度と信頼性を向上させたもの。
- 電鍵。これを使ってモールス符号を構成する。
- 電信自動記録器。コヒーラによって起動され、モールス符号をドットとダッシュでロール状の紙テープに記録する機械。

同じような火花送信機とコヒーラ検波器の組み合わせは他の者も試していたが、数百メートル以上の距離で伝送できた者はいなかった。
当初、マルコーニも限られた距離でしか信号を送れなかった。1895年夏、彼は実験の場を屋外に移した。送信機と受信機のアンテナを長くし、それらを垂直に配置して、一端を接地させると通信距離が大幅に延びた。間もなく彼は丘を越えての信号伝達に成功した。距離は約1.5キロメートルになっていた。マルコーニの当時所有していた装置はタフツ大学の A. E. Dolbear が1882年に製作したものと酷似していた。Dolbear の装置は火花送信機と鉱石検波器を使ったものだった。この時点でマルコーニはさらに資金をかけて研究を続ければさらに距離を延ばすことができ、商業的にも軍事的にも価値のあるものになると判断した。マルコーニは世界初のアマチュア無線家とも言える。

### 初期の実験（イギリス）
イタリアでは彼の成果に興味を持つ者は少なかった。そこで1896年、21歳のマルコーニは母親と共にロンドンに赴き、支援者を探した。マルコーニはイタリア語だけでなく英語も流暢に話した。郵政庁GPOの主任電気技師ウィリアム・プリース（William Preece）がマルコーニに興味を持ち支援を約束した。
渡英直後よりマルコーニはヘルツのように、非接地型のパラボラ反射鏡アンテナを試しはじめた。1896年7月27日、郵政庁と貯蓄銀行の屋上間でデモンストレーションを行った。マルコーニ出版社の『無線電信電話年鑑（1922年版）』には7月27日のデモンストレーションがパラボラ反射鏡が付いた送信機と受信機で行われたことが記されている。デモンストレーションが行われた郵政庁跡地には現在BTグループ本社ビル (en) が建っており、その外壁には、以下のようにマルコーニが初めて無線通信の公開実験を行った場所を示す記念銘板がある。
“From this site GUGLIELMO MARCONI made the first public transmission of wireless signals on 27 July 1896”

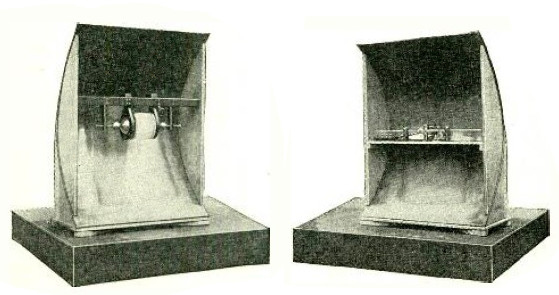
渡英直後の頃の1GHz送信機とその受信機 （1896-97年）

1896年9月2日にはソールズベリー平原でも、パラボラ反射鏡付き送・受信機のデモンストレーションを行ったが、英国協会（The British Association for the Advancement of Science）の9月22日のミーティングでプリースがそれについて触れた。すると翌日のタイムス紙がパラボラ反射鏡を使う無線実験家マルコーニのことを記事にした。ロシアのポポフはこの新聞を読んでマルコーニが自分と同じような実験をしていることを知ったという。また英国の雑誌The Electrician（9月25日号）やNature（10月8日号）もマルコーニのパラボラ反射鏡実験を掲載し、全英にマルコーニの名が知られるところとなった。
さらに10月にはアメリカの科学雑誌でもマルコーニを「パラボラ反射鏡の無線実験家」として伝えた。こうしてマルコーニの名がアメリカにまで知られるようになると、プリースは1896年12月11日にToynbee Hallで"Telegraphy without Wires"と題した講演をおこない、あらためて実験家マルコーニを紹介した。
この頃マルコーニが実験に使用していた電波は波長30センチメートル（周波数1GHz）だったと、ロンドンの王立研究所で1932年12月2日に報告している。しかし1897年になるとパラボラ反射鏡よりもイタリア時代の接地型垂直アンテナを主に使うようになり、次第に到達距離を伸ばしていった。1897年3月、ソールズベリー平野で約6キロメートルの距離でモールス符号を伝送する実験に成功した。1897年5月13日、マルコーニは世界初の海を越えての無線通信に成功した。南ウェールズのラバーノック岬からブリストル海峡に浮かぶフラットホルム島までの約6キロメートルである。受信設備はすぐさま海峡の南岸に突き出た岬にあるブリーンダウン要塞 (en) に移設され、距離は16キロメートルに伸びた。このような公開実験に感銘を受けたプリースは1897年6月4日に王立研究所で"Signaling through Space without Wires"と題した講演を行った。
その後も公開実験を繰り返したマルコーニは国際的にもさらに注目されるようになっていった。1897年7月、イタリアに帰国してラ・スペツィアでイタリア政府向けの公開実験を行った。1898年7月6日には、ロイズのために北アイルランドのバリーキャッスルとラスリン島の間で実験を行った。1899年3月27日にはフランスのウィムルーとイングランドのサウスフォアランド灯台 (en) を結び、イギリス海峡を横断する実験を行った。1899年秋には、アメリカ合衆国で最初の公開実験を行い、ニューヨークで国際ヨットレースであるアメリカスカップのレポートを無線で伝えるというデモンストレーションを行った。
アメリカ合衆国へはニューヨーク・ヘラルド紙に招待されて行き、アメリカスカップの模様を無線で伝えることを依頼された。送信機はPonceという客船に設置された。アメリカからイングランドに戻るべく出発したのは1899年11月8日のことで、American LineのSt. Paulという船に乗った。船上で助手と共に通信機を設置し、11月15日に船がイギリスの海岸から66海里まで近づいたとき、マルコーニが作っておいた無線局との間で無線電信のやりとりに成功した。
Proceedings of the United States Naval Institute（アメリカ海軍協会紀要）によれば、アメリカ海軍はマルコーニのシステムを1899年ごろに調査し、「コヒーラ検波器の原理は約20年前に発見されているが、全く新しいといえる電気機器はそれしかなかった」と結論している。

### 海上公衆通信の商用化達成

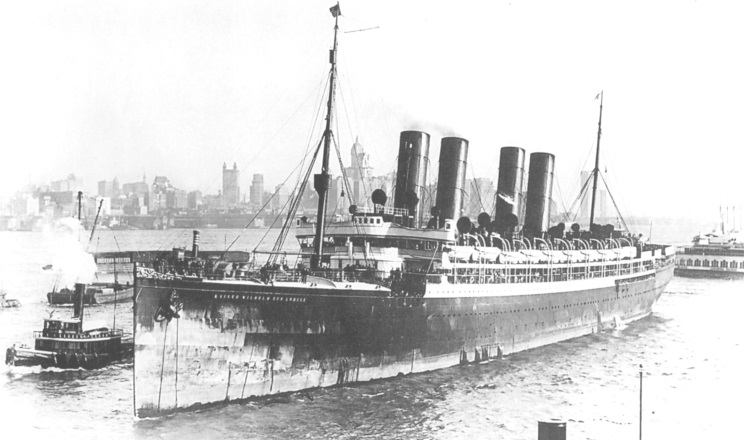
カイザー・ヴィルヘルム・デア・グロッセ号などで恒久的施設による無線電報サービスの営業開始（1900年）

陸上には既に網の目のように電信線が張り巡らされ、またドーバー海峡や大西洋にも海底ケーブルが敷設されていたため、無線による遠距離通信ビジネスを軌道に乗せるには相当時間が掛かるだろうと予感していた。公衆通信サービスへの参入には船舶相手が近道だとマルコーニは考えるようになった。そして商用の恒久施設として、ドイツで海岸局と船舶局の開設を準備していた。
1900年2月にオランダとの国境にあるボルクム島灯台海岸局、ボルクム・リフ灯台船無線局、それに北ドイツ・ロイド汽船会社が誇る大西洋航路の大型客船カイザー・ヴィルヘルム・デア・グロッセ号に船舶無線局を設置して無線電報の試験を始めた。
1900年4月25日にマルコーニは海上公衆通信の商用化を目的とする、マルコーニ国際海洋通信会社MIMCC（Marconi International Marine Communication Company）を分社させた。そしてこれらのテストを担当し、1900年5月15日より電報サービスの営業を開始した。5月15日から10月30日までの5箇月半で、565通の無線電報を取扱ったと、ロンドンのthe Society of Artsにおいてマルコーニが発表している。
1901年5月にビーバー・ライン社の客船レイク・チャンプレイン号、同年6月にキュナード・ライン社の大型客船ルカーニア号、9月にはその姉妹船カンパニア号にもマルコーニ局が置かれた。特にキュナード・ライン社は無線電信が乗客への電報サービスの提供だけでなく、船の安全航行や社内連絡にも大いに役立つことを知り、自社の船に続々とマルコーニ局を開設した。マルコーニ国際海洋通信会社MIMCCによって海上移動の公衆通信サービスは順調に発展していった。なお1924年にロンドンのRoyal Society of Artsで講演したマルコーニは、1901年からのおよそ8年間、同社の海上公衆通信には波長120メートル（2.5MHz）を使っていたと語っているが、実際には1912年まで国際波長300メートル（1000kHz）の補助用として短波を使っていたようである。

### 大西洋横断無線通信

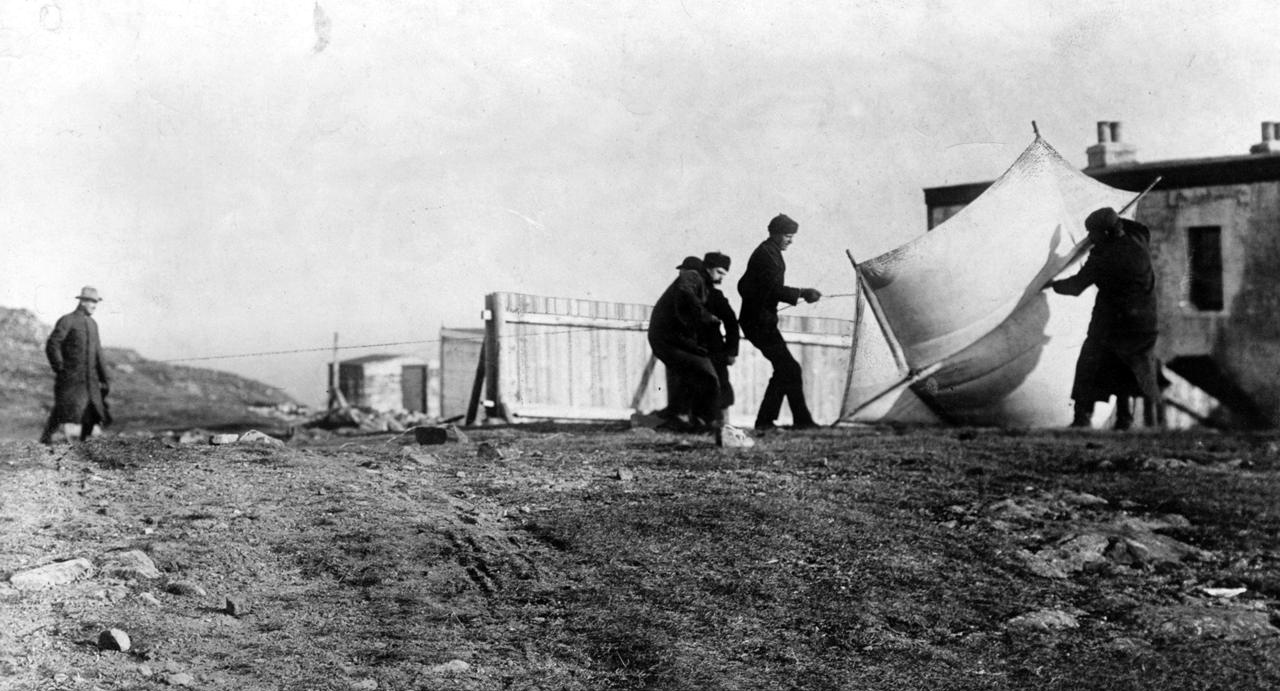
助手がアンテナ用の凧を揚げようとしているのを見守るマルコーニ（セントジョンズ、1901年12月）

大西洋横断電信ケーブルに対抗すべく、マルコーニは大西洋を横断して無線で信号を伝える手段を研究し始めた。1901年、アイルランドのウェックスフォード県ロスレアに無線局を作り、コーンウォールのポルドゥーとアイルランドのゴールウェイ県クリフデンの無線局を中継する実験を開始した。1901年12月12日、凧で吊り上げた高さ152.4mのアンテナを受信用に使うことで、コーンウォールのポルドゥーから発信した信号をニューファンドランド島セントジョンズのシグナルヒルで受信することに成功したと発表。2地点の距離は約3500キロメートルである。 S を表すモールス符号を繰り返し送ったということで、雑音と区別しにくかったのではないかとも言われている。ポルドゥーの送信設備は2段構成になっており、25キロワットの出力だった。1段目は低電圧で駆動して2段目にエネルギーを供給し、2段目で高電圧の火花を発生させていた。大西洋横断無線通信で競っていたニコラ・テスラは、マルコーニが成功したことを聞いて「マルコーニは私の特許を17個使っている」と述べたという。
懐疑主義者から疑問を呈されたと考えたマルコーニは、さらに体系的で文書も整えた実験を準備した。1902年2月、イギリスからアメリカに向かうPhiladelphiaという船に乗船したマルコーニは、ポルドゥーの無線局が発信する信号を毎日船上で受信して記録した。電信自動記録器では最大2496キロメートルまで、信号を音として耳で聞く形では最大3378キロメートルまで受信できた。受信は夜の方が容易だった。これは中波や長波が昼より夜の方が遠くまで届くことを初めて示した実験だった。
1902年12月17日、北米側からの初の大西洋横断無線通信に成功。発信地はカナダのノバスコシア州東端のグレスベイである。1903年1月18日、マサチューセッツ州サウス・ウェルフリート（ケープ・コッド）の無線局（1901年建設）にてセオドア・ルーズベルト大統領からイギリス国王エドワード7世へのメッセージを発信。これがアメリカ合衆国から発信した初の大西洋横断無線通信となった。しかし、安定した通信はまだ難しかった。なお、この無線局はタイタニック号の遭難信号をいち早く受信した無線局の1つでもある。
マルコーニは高出力の無線局を大西洋の両岸に建設し始めた。海上を航行する船舶との通信を可能にするためである。1904年、夜間に船舶に向けてニュースを送信し、船上で発行する新聞にその情報を取り入れるという有料サービスを開始した。大西洋を横断する無線電信サービスが確立されたのは1907年10月17日のことで、アイルランドのクリフデンとカナダのグレスベイを結んだ。しかし、通信品質は安定せず、その後もマルコーニ社は改良を続けた。

## 無線電話の開発
無線電話やラジオ放送には連続波の発振が必要だが、三極管による増幅・発振作用が知られるようになったのは1912年だった。マルコーニ社でもH・J・ラウンド技師を中心に早くより研究していたが、三極管による連続波の発振と無線電話の研究に本格的に着手したのは1913年だった。

### 真空管式無線電話に着手
1914年3月にイタリア海軍の軍艦レジーナ・エレナに真空管式無線電話装置を仮設し、受信機を置いた別の艦船で受信試験が行われた。最終的には軍艦レジーナ・エレナとナポリの受信所間で最長距離45マイルを記録した。
1919年3月にはアイルランドのバリーバニオン海岸局より長波の無線電話を送信し、それを大西洋越しにカナダのルイスバーグ（ノバスコシア州）で受信することができた。すでに1915年にはアメリカ電話電信会社AT&Tがアーリントンの海軍無線局を借りて、大西洋を東向き（アメリカ→フランス）に無線電話で横断していたが、大西洋を西向き（アイルランド→カナダ）に越えたのはこれが最初である。
なおマルコーニ社では別のグループが短波帯まで使える真空管の開発に注力していた。こちらのグループは1919年に波長15メートル（20MHz）入力200Wの真空管式短波無線電話送信機を完成させ、カーナボンから送信し、北西へ32キロメートル離れたホーリーヘッドにおいて、その変調音を明瞭に受話することに成功している。

### ラジオ放送の開始と中止

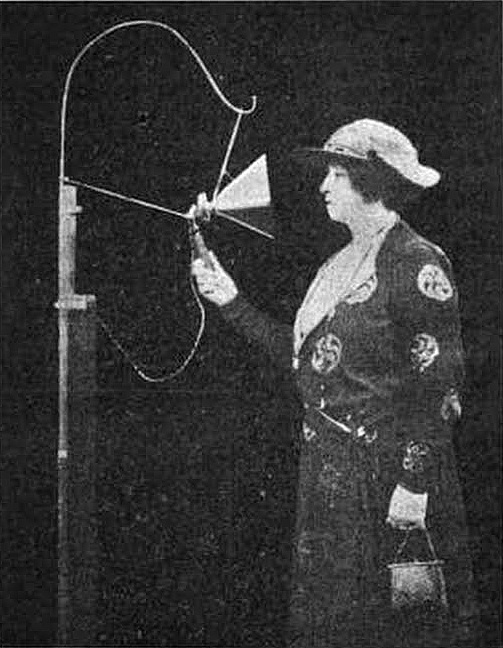
世界初の音楽ライブ国際放送 （メルバ夫人、1920年6月15日）

1920年1月15日、マルコーニ社は郵政庁GPOの許可を受けてチェルムスフォードで真空管式6キロワット送信機による英国初の娯楽ラジオ放送の試験を開始した。そして電力15キロワットの新型送信機が完成すると、2月22日から3月6日まで11:00-11:30と20:00-20:30の定時放送を行ったあと、不定期放送に戻った。
1920年6月15日は欧州大陸のリスナーに向けて三箇国語（英語・フランス語・イタリア語）で、オーストラリア出身のオペラ歌手ネリー・メルバ夫人の音楽番組が放送された。これは世界初の国際放送であり、また世界初の音楽ライブ放送だった。この英国チェルムスフォードからのラジオ放送は北欧諸国まで届いていたが、8月2日の番組は大西洋を越えてカナダでも受信されている。欧州では大変注目されたラジオ放送だったが、まもなく英国空軍の無線システムへ混信を与えることが問題となり、1920年秋に中止となった。
ラジオ放送ができなくなったチェルムスフォード研究所のラウンド技師ら無線電話の開発グループは、波長100メートル（3MHz）の2波を使う同時通話式の無線電話の研究をはじめた。そして1921年5月11日、英国のサウスウォールドとオランダのザンドヴォールト間の海上200キロメートルを3MHzの短波で結ぶ北海横断試験を成功させている。この短波帯同時送話テストの成功は日本の新聞も伝えた。
なお前述した波長15メートル（20MHz）の別グループの無線電話は、1920年6月にカーナボンからアイリッシュ海を130キロメートル隔てたアイルランドのキングスタウン港で受信されている。これに自信を得て1921年8月、ロンドン郊外のヘンドンとバーミンガムに20MHzのパラボラ・ビーム・アンテナ局をお互い向き合うように建設し、20MHzの2波を使った同時通話試験（距離156キロメートル）を開始した。
北海横断国際無線電話回線（3MHz）も、ヘンドン・バーミンガム無線電話回線（20MHz）も、同時通話方式だった。これはいまさら陸上の電信回線に新規参入しても勝ち目がないため、有線電話の公衆網へ接続する無線中継回線を目指していたからである。

### ラジオ放送の再開と移管
英国のラジオ放送中止と入れ替わるように、アメリカではウェスティングハウス電気製造会社のフランク・コンラッドらが世界初となる商業ラジオ放送KDKAを開局したのは1920年11月2日である。1921年秋になると、アメリカでは商業ラジオ放送局が相次いで誕生し、その評判が英国にも届くと、ラジオ放送再開を求める声が高まった。再開陳情が何度も繰り返された結果、郵政庁は軍用無線への混信を防ぐために電力を250Wに制限したうえで、マルコーニ科学機器社MSIC（Marconi Scientific Instrument Company, Ltd.）に放送許可を与えた。1922年2月14日より定期放送（毎週火曜日19:35-19:55）を始めた。その送信所はチェルムスフォード郊外のライトルにあり、波長700メートル（430kHz）で呼出符号は2MTである。
またマルコーニ科学機器社MSICは第二局を首都ロンドンのマルコーニ・ハウス7階に建設した。そして1922年5月11日より呼出符号2LOで毎週火曜日と木曜日に30分間の放送をはじめた。しかしロンドン2LOは郵政庁が音頭を取り、マルコーニ社やメトロポリタン・ヴィッカーズ社など電気会社6社が共同出資して1922年10月18日に誕生させた英国放送会社BBCに移管され、同年11月14日よりBBC系の中央局として放送をはじめた。なお独立系としてマルコーニ科学機器社MSICに残ったライトル2MTは「英国のラジオ放送を再開させる」という役目を終えて、1923年1月17日をもって閉局した。この「英国放送会社」BBC（British Broadcasting Company）は、公共放送「英国放送協会」BBC（British Broadcasting Corporation）の前身となった会社である。

### 短波ラジオ放送の開発
英国の主要都市に次々と中波放送局を建設し、それを中継線で結んでいた英国放送会社だったが、1局の長波による全国放送の実用性を調査するために、マルコーニがチェルムスフォードより送信試験（呼出符号5XX）を開始したのは1924年7月21日である。そして1924年12月28日より英国放送会社の番組によって試験放送がはじまった。この長波用放送機は1925年7月27日にダベントリーへ移設され、ここが英国放送会社として最初の長波放送の施設5XX（187.5KHz, 25キロワット）となった。
1927年、英国放送協会が創設され、正式に短波放送サービスを決定した。かつて長波放送機5XXが置かれていたマルコーニ社チェルムスフォード工場には、新たに20キロワット短波放送機が据え付けられた。これはマルコーニが郵政庁GPOから受注し、設計した短波ビームによる公衆通信用無線電信送信機に変調回路を追加したものだった。呼出符号は5SWで、英国放送協会への貸与という形をとり、1927年11月11日より周波数12.500MHzで試験放送をはじめている。
1929年2月11日、ローマ教皇はベニート・ムッソリーニ伊首相と和解し、バチカン市国の独立を認めるラテラノ条約が同年6月7日に双方で批准された。バチカン市国では全世界の信者にローマ教皇の声を直接届けるために短波放送を計画し、その建設をマルコーニ無線電信会社が請負った。
1931年2月11日の16時30分（バチカン時間）、バチカン放送HVJが開局。マルコーニがオープニングの簡単な挨拶をしたあと、教皇ピウス11世の声が、マルコーニの短波放送機（昼間波15.120MHz、夜間波5.970MHz、出力13-15キロワット）と平面型ビームアンテナで世界へ向けて送り出された。

## 短波の開拓
1924年12月11日、ロンドンの王立技芸協会（Royal Society of Arts）で、マルコーニは1901年より8年間ほどの間、自社の船舶無線では波長120メートル（2.5MHz）を使っていたと語っている。第一回ベルリン国際無線電信会議で採択され、1908年7月1日に発効した船舶無線用の波長600メートル（500kHz）、300メートル（1MHz）に移り、短波は一時期忘れられた。

### 短波への回帰
1914年7月28日、第一次世界大戦が勃発。母国イタリアが1915年春に参戦すると、マルコーニはイタリア軍に入隊し、軍の秘密通信の必要から"ビーム通信"の研究をはじめた。無線は四方に伝播するため、敵にも傍受される欠点があった。マルコーニは1896年にロンドンやソールズベリー平原で使ったパラボラアンテナのことを頭に想い浮かべていた。1916年3月、ジェノバで最初の試験を行いイタリア海軍に報告書を提出した。そして英国よりフランクリン技師（C. S. Franklin）を呼び寄せて、イタリアのリヴォルノでパラボラビームの実験に本格着手したのが1916年8月だった。

### パラボラ反射器の研究
マルコーニとフランクリン技師はパラボラ反射器の研究に波長2メートル（150MHz）と3メートル（100MHz）の圧搾空気噴射式火花送信機を用いた。真空管の製造がスタートしたばかりで、まだ超短波まで動作する真空管は完成していなかった。この実験でパラボラ反射鏡のメッシュや開口長と、アンテナ利得の関係を繰返しテストし、メッシュ式のパラボラアンテナの基礎データを得た。ボートに積まれた波長2mと3mの受信機は鉱石式で、アンテナは無指向性の垂直型だったが、最終的に波長3mを使って、海上で10キロメートルまで受信することができたという。この実験では空電ノイズはない代わりに、自動車やモーターボートのエンジンからの雑音妨害を強く受けることに気付いた。
さらに改良がすすめられ、1917年にカーナボンで行った波長3メートル（100MHz）のパラボラビームの試験では到達距離が32キロメートルになった。この実験ではパラボラ送信機の設置場所を高くするほど到達距離が伸びることを認めた。
こうしてフランクリン技師が得たパラボラアンテナの知見は、1920年の電波灯台の実験や、1921年8月に完成したロンドン－バーミンガム回線の実用化試験に生かされた。

### 電波灯台の実験
マルコーニは1899年3月、英国の電気学会で電波灯台の考えを発表している。パラボラ反射器による受信機を搭載した船が、電波灯台のサービスエリア内を航行するときに、パラボラ反射器を電波灯台に向けたとき、電波をキャッチしベルが鳴るシステムである。それからおよそ20年が過ぎた1920年、マルコーニとC. S. フランクリン技師はスコットランドのフォース湾にあるインチケイス島に電波灯台の実験施設を建設した。当初のアイデアとは違って、電波灯台側に回転するパラボラアンテナを置き、方位ごとに定められたモールス符号を送信する方式で、船の受信アンテナを無指向性の垂直ダイポールで済まそうとするものである。
1920年11月17日、汽船ファロス号を使って実用性を確認するための試験が行われた。電波灯台の回転パラボラビームが発する波長4メートル（周波数75MHz）の方位信号を受けながらフォース湾内を航行したところ、インチケイス島の近くでは電波が弱まることが分かり、回転パラボラビームの建設位置をもう少し低い場所に移す必要性を認めた。移設の際に二代目のビームアンテナに変えられたが、それはパラボラ反射器を背中合わせに2基配置した、まるでメリーゴーラウンドのような概観となり、物珍しさから無線雑誌などで注目を集めた。そして1923年にはインチケイス島の対岸のエジンバラとロンドン間を運行していた汽船ロイヤル・スコット号により実用化試験がはじまり、およそ1年間にわたりテストされている。

### 短波研究を学会発表
マルコーニは前述したサウスウォールド（英国）とザンドヴォールト（オランダ）間の海上200キロメートルを結ぶ北海横断回線（3MHz帯の2波を使う同時通話式無線電話）の無線施設をプレスや電波関係者に広く公開しており、逓信省工務課の佐伯美津留と穴沢忠平もパリ技術準備委員会（1921年6月21日～8月22日）の帰りにサウスウォールドでこれを見学し、日本の電信電話学会で報告している。その後この北海横断回線は、ロンドンとサウスウォールド間およびザンドヴォールトとアムステルダム間の陸線と相互接続され、1921年12月18日にロンドン・アムステルダム間の有線・無線式国際電話の公開デモンストレーションで大成功を収めた。
マルコーニが手掛けたこれ以外の短波開拓についてはそれまで非公開だったが、1922年5月3日にまずフランクリン技師がロンドンで開かれた英国電気学会(IEE)において、1916年よりマルコーニとはじめたパラボラビーム実験の数々とその成果を発表した。
| 時        | 場所, 最大通信距離                                            | 実験内容                                     | 使用周波数, 方式       |
| --------- | ------------------------------------------------------------- | -------------------------------------------- | ---------------------- |
| 1916年夏  | リヴォルノ沿岸（イタリア）, 10キロメートル                    | パラボラビームアンテナの試験                 | 150MHzと100MHz, 火花式 |
| 1917年    | カーナボン近郊（英国）, 32キロメートル                        | パラボラビームアンテナの試験                 | 100MHz, 火花式         |
| 1919年    | カーナボン・ホーリーヘッド間（英国）, 32キロメートル          | 真空管式無線電話の試験                       | 20MHz, 真空管式        |
| 1920年6月 | アイリッシュ海横断試験（英国・アイルランド）, 130キロメートル | 見通し外伝搬の試験                           | 20MHz, 真空管式        |
| 1920年    | フォース湾インチケイス島周辺海域（英国）, 13キロメートル      | 回転式パラボラビームによる電波灯台           | 75MHz, 火花式          |
| 1921年2月 | ヘンドン近郊（英国）, 106キロメートル                         | パラボラビーム局と自動車による陸上移動試験   | 20MHz, 真空管式        |
| 1921年8月 | ヘンドン・バーミンガム間（英国）, 156キロメートル             | パラボラビーム局同士による同時通話式無線電話 | 20MHz, 真空管式        |

なお無線学会(IRE)はフランクリン技師に対し、短波パラボラアンテナの使用周波数に対する開口長とビームパターンの関係などを明らかにした功績を称え、1922年度のモーリス・リーブマン記念賞（Morris Liebmann Memorial Prize）を、『For his investigations of short wave directional transmission and reception.』として贈っている。

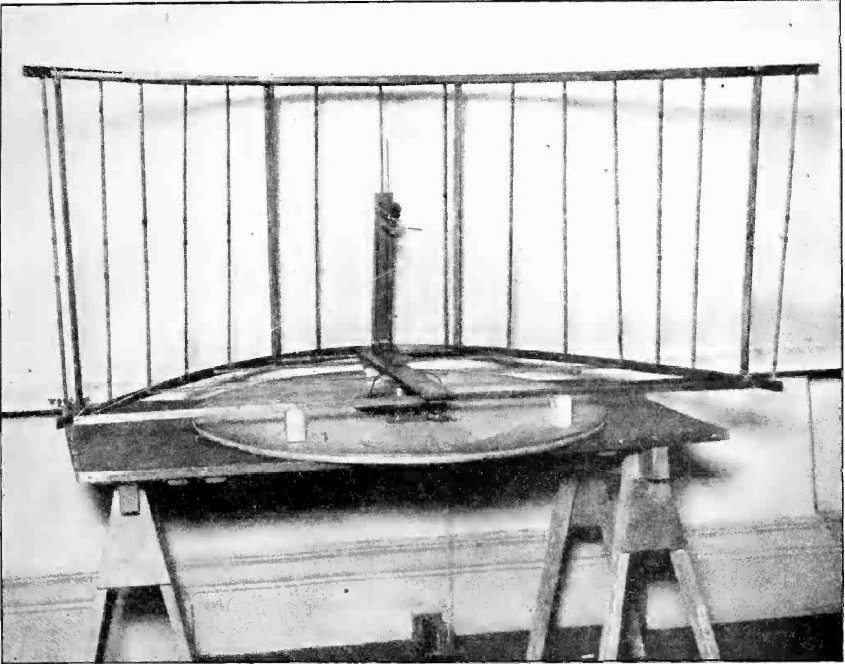
回転台に乗せられた300MHzパラボラ式送信機 （AIEE/IRE、1922年6月20日）

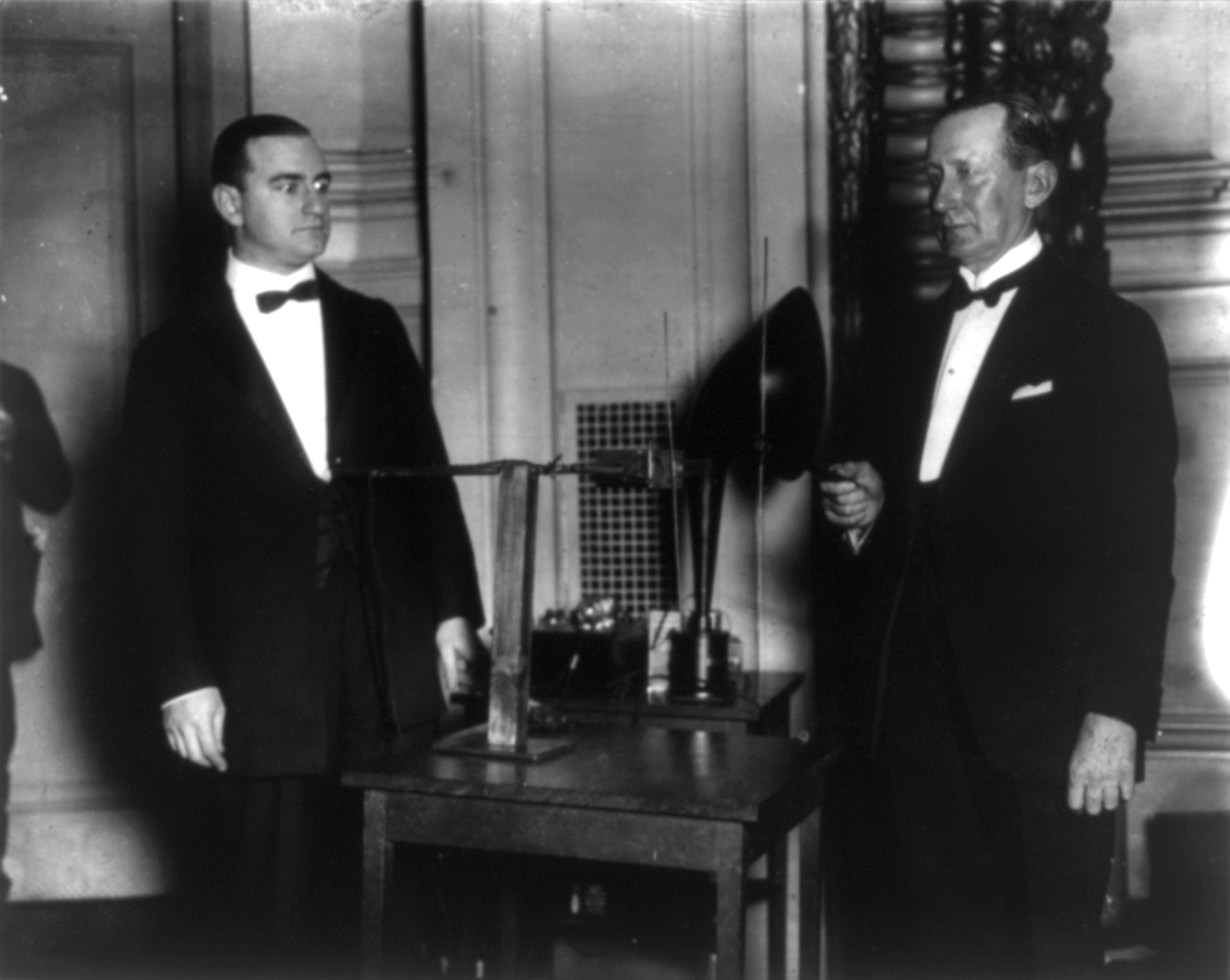
300MHzの受信アンテナを右手に持ち実演中のマルコーニ （AIEE/IRE、1922年6月20日）

ついで1922年6月20日、渡米したマルコーニがニューヨークで開かれたアメリカ電気学会(AIEE)と無線学会(IRE)が共催する講演会において、短波のビーム式通信について発表した。1160名の聴衆を前にし、マルコーニは1896年9月、ソールズベリー平原でパラボラビームアンテナを使い2.8キロメートルの通信に成功した話から、ヘンドン・バーミンガム間のビーム試験回線や、最近完成したばかりのインチケイス島のメリーゴーラウンドのような新型ツインビーム式電波灯台の仕組みを詳細に説明した。
さらに大盛況の会場では電波サーチライト（Radio Searchlights）と称して、波長1メートル（300MHz）のパラボラビームシステムのデモンストレーションが行われた。回転台に載せられた300MHzパラボラ式送信機を、300MHz受信機が置かれたテーブルの前で受信アンテナを手にして立っているマルコーニに対して向けた時だけ受信機が反応すると会場からどよめきが起きた。
マルコーニは聴衆に短波の有効性と将来性について熱く語った。
“短波の研究は、これまでの無線の歴史のなかで不幸にして無視されてきたとはいえ、今後想像以上に多方面での発展と新分野の研究成果が期待できると、私は確信しています。故に、特にこの点にご注目いただきたいのです。” 
さらにレーダーの原理にも言及した。
“講演の終わりに電波のもう一つ別の利用の可能性 － 実現の暁には航海者にとって計り知れない価値を持つでしょう － を指摘しておきます。ヘルツが最初に証明したように、電波は導体によって完全に反射できます。私のいくつかの実験でも電波の反射効果および数マイルも離れた場所の金属物質によって電波が屈折することに注目しました。船にビームをどの方向にでも放射、あるいは照射できるような装置を船に作ることは、私は可能だと思っております。このビームが例えば船のような金属製の障害物に遭遇した場合、受信機にその障害物が投影されるでしょう。これにより、船にたとえ無線装置が配備されていない場合でも、霧や悪天候下で直ちに他船の存在、位置がわかるのです。” 
講演会は大盛況で新聞各紙や多くの無線雑誌がマルコーニのビーム通信を大きくとりあげた。日本では東京朝日新聞がこれを報じている。
しかし第一次世界大戦で海底ケーブルだと敵国に切断されることが実証されて以来、世界は有線から大電力長波無線へ舵を切ったばかりで、マルコーニが熱弁を振るった「短波」が研究機関、無線機メーカ、そして電波主管庁の関係者たちの心を動かすまでには至らなかった。同じく米国のアマチュア無線家も「短波」には反応しなかった。1922年2月27日から3月2日、フーバー商務長官が召集した第一回国内無線会議（First United States National Radio Conference）において、アマチュア用に1,091kHzから2,000kHzの周波数帯域を分配する勧告が採択された直後だった。念願の低い周波数が手に入る可能性が出てきたため、アマチュアの関心事は1,500kHz未満の周波数に集っていた。
短波による放送中継業務を研究していたウェスティングハウス電気製造会社のラジオ局KDKAの技術者フランク・コンラッドをのぞき、長波全盛のこの時代にあって、マルコーニの言葉に注目するものは現れなかった。マルコーニは通信試験により短波の有効性を証明するしかないと考えた。そして1901年に中波で大西洋横断通信を成功させたポルドゥー海岸局（呼出符号MPD）を閉鎖し、ここに高さ325フィート（99メートル）もある4本の木柱マストより吊り下げられた巨大パラボラビーム（波長97m、周波数3.1MHz）を建設することを決めたのが1922年夏だった。

### 巨大パラボラビームで電離層反射
マルコーニはポルドゥーに3.1MHzの巨大パラボラビームを完成させて、短波実験局を開局した。送信機の入力電力は12キロワットで、郵政庁GPOから指定された呼出符号は2YTだった。1923年4月11日、自分が所有するエレットラ号で西アフリカのカーボベルデ（セント・ビンセント）に向け、ファルマス港を出帆した。その目的は昼夜における3MHz波の実用最大距離の測定、および巨大パラボラビームの性能評価である。
実験はまず2YTのパラボラ反射鏡をいったん降ろした状態ではじめられた（輻射器のみの無指向性）。最初の実験地はイベリア半島の北西端のフィニステレ岬で、ここを曲がるとポルドゥー2YTの方角が半島に遮られるため、2YTの短波信号が急激に減衰することが想定されたが、そうはならなかった。
次の実験地はイベリア半島の南端ジブラルタル海峡の近くのグアダルキビール川を80キロメートルほどのぼったセヴィーリャで、2YTの方角はイベリア半島の山岳部に完全に遮蔽されていたにも拘わらず、夜間になると強力に受かった。そこでジブラルタル、タンジェ、カサブランカで再試験したが、やはり遮蔽されるはずの2YTが強力に聞こえたため、短波が空から降ってくるとしか説明が付かなかった。
そしてカサブランカ停泊時、2YTへパラボラ反射器を取り付けるよう作業指示の電報を送り、次の目的地マデイラ諸島のフンシャルへ向かった。ここはポルドゥーとカーボベルデ（セント・ビンセント）のほぼ中間点（2,200キロメートル）に位置するだけでなく、ちょうどビーム経路上にあり、試験地としては最適だった。1923年5月17日、2YTが巨大パラボラビームで3.1MHzの試験波の発射を開始した。フンシャル港の北側には標高1,861mのルイボ山がそびえたち、2YTの方角を遮蔽していたが、やはり夜になると非常に強力に受かることを確認した。もはや短波が空から降ってくることは確信となった。そして5月23日に最終目的地カーボベルデ（セント・ビンセント）を目指してフンシャル港を出た。
最終的に2YTからの3.1MHzの短波は、日中にはフンシャルのすぐ南の海上2,315キロメートル（1,250海里）まで、夜間になると4,130キロメートル（2,230海里） 離れたカーボベルデ（セント・ビンセント）にいたエレットラ号で傍受に成功し、ここに電離層反射に起因していると考えられるスキップ現象を発見した。エレットラ号はこれ以上、南下する計画はなかったため、どこまで届くかの測定を断念せざるを得なかった。そのかわりにマルコーニは2YTの送信機をアマチュアと同じ入力電力1キロワットまで減じるよう命じたが、それでもなお英国のカーナボン局やリーフィールド局、欧州や米国の長波局（200-300キロワット）よりも強力に聞こえたことに驚嘆した。
1901年、マルコーニの中波が大西洋を越えたが、その距離はおよそ3,500キロメートルである。1923年5月末から6月初頭の実験で、マルコーニの短波はそれを遙かに凌ぐ4,130キロメートルという大記録を打ち立て、短波がケネリー=ヘビサイド層（電離層）で反射され長距離伝送に適しているとの示唆を得ることができた。すべての試験を終え、英国のサウサンプトンに帰港したのは1923年6月14日だった。英国とカーボベルデ（セント・ビンセント）間で驚くほどローコストで通信することに成功したとプレス発表したが、それが短波の威力であることはまだ伏せられた。
1923年12月3日、マルコーニは自社の株主たちに対して、カーボベルデへの短波ビーム通信の成功および短波の有効性について以下4つの利点を挙げ、さらなる検証のために短波による大西洋横断試験の準備が整ったと報告した。また新聞もこのニュースを報じた。
1. ビームアンテナにより送信機を省電力化（ローコスト化）
2. ビームシステムにより秘密性の向上と混信の低減
3. 短波による遠距離通信は電文送信速度をより高速化
4. 長波に比べて空電妨害が少ない

大西洋横断試験のために2YTの送信機を入力20キロワットに増力し、波長を92メートル（3.26MHz）に短くした。そして1924年2月、英国からニューヨークへ向かうホワイト・スター・ラインのセドリック号に短波受信機をセットし、昼夜の伝播状況を調査したところ、昼間の最大通信距離は2,593キロメートル（1,400海里）で、太陽の高度と信号強度が反比例した。そして夜間はニューヨークでも非常に強く受かった。さらに2YTに変調器を追加し無線電話の送信をはじめたところ、1924年4-5月、地球の裏側にあたるオーストラリアのシドニーで無線電話メッセージが受信され、全世界を驚かせた。1924年7月12日、2YTの波長92メートル（3.26MHz）の無線電話が南米アルゼンチンの首都ブエノスアイレスで受信されるなど、超長距離無線では長波より短波の方が鮮明に受信できることが証明された。マルコーニの反射鏡を利用したビームシステムは、この場合に経費が長波の5%で済んだ。距離あたりの速度においては海底ケーブルさえも超えた。短波を眉唾に見ていたイギリス海軍は、5月6日に自治領でなら経費節減策として採用の可能性ありと述べている。
1924年7月2日、マルコーニはロンドンの王立技芸協会（Royal Society of Arts）で、ポルドゥー2YTから発した3MHzの短波による、イベリア半島の遮蔽試験およびカーボベルデへの遠距離ビーム試験、セドリック号での大西洋横断試験、オーストラリアとアルゼンチンへの長距離通信の成功について講演した。

### 昼間波の発見と平面型ビームアンテナ
1924年7月28日、マルコーニ無線電信会社は英国郵政庁GPOより4つの官営公衆回線の建設を受注することに成功した。
マルコーニは無線による遠距離通信が夜間に限られることを強く憂えていた。一般電報を取り扱う「公衆通信サービス」において、24時間通信が可能な海底ケーブルに対して、無線は夜になるまで遠距離電報の送受ができないからだった。
そこで1924年8月、マルコーニは昼間も遠距離通信が可能な「昼間波」を探すためにエレットラ号で航海に出た。母国イタリアのナポリを拠点とし、シチリア島のメッシーナ、ギリシャのクレタ島を経由して地中海の東端であるベイルートへ向かった。マルコーニはポルドゥー2YTの送信波長を92メートル（周波数3.26MHz）、60メートル（周波数5MHz）、47メートル（周波数6.4MHz）、32メートル（周波数9.4MHz）へと切り替えさせながら観測を繰り返していたが、ついに3,800キロメートル離れたベイルートにおいて波長32メートル（周波数9.4MHz）が24時間受信できた。マルコーニは英国に急いで戻り「昼間波」の存在を実証する大規模テストの準備をはじめた。
1924年10月、2YTから発射された波長32mの信号は北米のモントリオールとニューヨーク、南米のリオデジャネイロとブエノスアイレス、南アフリカのケープタウン、インドのボンベイとカラチ、オーストラリアのシドニーで昼間に受信された。1924年12月11日、マルコーニはロンドンの王立技芸協会（Royal Society of Arts）で、「昼間波」を求めてエレットラ号でベイルートまで航海し、それを発見したことや、10月に実施した世界的規模の検証実験の成果を発表した。特に地球の裏側のシドニーにて23.5時間/日も受信できたことは、全世界の公衆通信関係者に大きな衝撃を与えた。
マルコーニは立体的な構造の巨大パラボラビームアンテナを簡素化したいと考えていた。フランクリン技師は手はじめに多段コーリニアアレイアンテナに反射エレメントを追加してみたが、思うほどの鋭い指向性は得られなかった。そこでコーリニアアレイと反射エレメントの対をカーテン状に複数並べた平面型ビームアンテナの開発に成功した。そして1923年頃よりサウス・フォアランドに平面型ビームによる波長6.09メートル（49.3MHz）の電波灯台を建設し、テストを重ねた。
マルコーニは自分が発見した「昼間波」と、フランクリン技師が開発した平面型ビームアンテナを、受注した官営無線局に採用することを決めた。難工事の末、まず1926年10月25日にカナダビームを開通させて郵政庁へ引き渡し、1927年にオーストラリア回線、南アフリカ回線、インド回線を完成させた。英国側のビーム局は郵政庁直営だが、対手局側のビーム局は傘下企業に任された。周波数的にはカナダ回線とオーストラリア回線では昼間11MHzを、南アフリカ回線とインド回線では昼間18MHzとの夜間8MHzを併用した。
| 回線名         | 開業日         | 英国送信局（呼出符号,周波数）            | 対手送信局（呼出符号,周波数,国名）                       |
| -------------- | -------------- | ---------------------------------------- | -------------------------------------------------------- |
| カナダ         | 1926年10月25日 | ボトミン（GBK, 11.500MHz）               | ドラモンドビル（CG, 11.420MHz, カナダ）                  |
| オーストラリア | 1927年4月8日   | グリムズビー（GBH, 11.580MHz）           | バラン（VIZ, 11.660MHz, オーストラリア）                 |
| 南アフリカ     | 1927年7月5日   | ボトミン（GBJ, 昼18.580/夜8.820MHz）     | クリフューヴァル（VNB, 昼18.660/夜8.900MHz, 南アフリカ） |
| インド         | 1927年9月6日   | グリムズビー（GBI, 昼18.500/夜8.780MHz） | カーキ（VNW, 昼18.420/夜8.700MHz, インド）               |

こうして短波を用いた公衆通信に先鞭を付けた。世界各国はマルコーニ社の特許に抵触しない独自方式の平面型ビームアンテナを開発し、「昼間波」と「夜間波」を併用した。

### その後の無線通信での功績
マルコーニの超短波の開拓は1931年にはじまった。1931年10月上旬、イタリア郵政省に対する波長50センチメートル（600MHz）のビーム波のデモンストレーションがイタリアのサンタ・マルゲリータ・リーグレで行われ、南東へおよそ18キロメートル離れたセストリ・レヴァンテで受信できた。600MHz受信機をさらに改良して行なった再試験（10月29日）では非常に良好に受けることができたため、11月19-20日に受信地点を35キロメートル離れたレヴァントにしたところ、受信に成功した。
1933年2月11日、バチカン宮殿とガンドルフォ城の教皇宮殿を結ぶUHF（500MHz帯）電話回線の公式運用を開始した。これは2波を使う同時通話式の無線電話で、UHF帯の実用局としてはこれが世界初だった。

## 賄賂事件
1910年代にマルコーニを中心に汚職疑惑が発覚し、自由党の政治家を中心に多数の政治家に収賄の嫌疑がかかった、そのなかには後の首相のデビッド・ロイド・ジョージやウィンストン・チャーチルもいた。もし、彼らが起訴され有罪となっていたら、チャーチルが第二次世界大戦を指導することはなかっただろうし、第一次世界大戦の趨勢もどうなっていたかわからず、イギリスの20世紀はかなり違っていたであろうと指摘されている。

## タイタニック
無線黎明期における船舶無線局のオーナーは海運会社ではなく、無線会社だった。1912年4月に沈没事故を起したホワイト・スター・ラインのタイタニック号の無線局（呼出符号MGY）の無線通信士2人はマルコーニ国際海洋通信会社の社員である。最初はマルコーニ社の社内規則による遭難信号CQDを使い、後になって世界共通のSOSを送信している。
タイタニック沈没後、生存者がキュナード・ラインのカルパチア号に救助された。生存者名簿を無線で最初に受信したのはアメリカン・マルコーニ社の社員だったデイヴィッド・サーノフである。カルパチア号がニューヨークに入港すると、タイタニック号に乗船していて救助された無線技師と話をするため、マルコーニはニューヨーク・タイムズの記者に同行して乗船した。1912年6月18日、タイタニック沈没の件を調査する法廷で、マルコーニは船舶電信の機能と緊急時の規定についての証拠を提出した。イギリスの郵政公社総裁は「救助された人々はマルコーニ氏と氏の素晴らしい発明に救われた」と述べている。

## 特許紛争
マルコーニの業績は他の様々な科学者や発明家の成果の上に成り立っている。彼の火花送信機とコヒーラ検波器も先人が設計したものと似ており、特にオリバー・ロッジが行った一連の公開実験（1894年）の装置によく似ている。
1900年、アレクサンドル・ポポフはロシアの電気技術者会議で「マルコーニの行っている電気振動による信号の送受信は、まるで新規性がない。アメリカでは、1893年に有名な技術者ニコラ・テスラが同じ実験を実施している」と述べている。
イタリアのファシスト党は無線通信技術の創始者をマルコーニだとした。
マルコーニの装置は基本的に同調回路がなく、混信を防ぐため、ひとつの地域で運用可能な火花送信機の数が限定されることになった。マルコーニはこの欠点への対策としてより洗練された "four-circuit" 設計の特許を取得している。これは、送信側と受信側のアンテナに同調回路を装備したものである。この特許は1900年4月26日にイギリスで出願された（英国特許番号7777）。しかし、ニコラ・テスラとオリバー・ロッジが電気同調回路を考案している。1911年、マルコーニ社は防衛手段としてオリバー・ロッジの1897年の同調回路の特許を買い取っている。そのため、7777特許とそれに対応する各国で出願された特許は、国によって特許として認められた場合もあれば、全く無効とされた場合もある。
1943年、マルコーニの無線に関する複数の特許についてのアメリカでの訴訟が結審した。判決は、ニコラ・テスラ、オリバー・ロッジ、ジョン・ストーン・ストーンらの先例やマルコーニ自身の別の先例（例えば アメリカ合衆国特許第 763,772号）に基づいて下された。
アメリカ最高裁判所は次のように決定した。
1897年9月2日出願、1900年3月20日登録のテスラの特許第645,576号は、送信機と受信機がそれぞれ2つの回路を持つ4回路システムに関するもので、4回路全てを同じ周波数に同調させることを推奨している。その装置は電力伝送に関するものだが、（彼は）変更なしでそれを無線通信に使えることを認識していた。
この判決に際して法廷は次のように注記している。
最初に無線通信に成功した人物として、マルコーニの評価は最初の特許（11,913号、この法廷で問題としている部分とは無関係）にかかっている。どんなに評価の高い人物であっても、その後の無線関係の特許が全て無条件で認められるわけではない。特許訴訟は、当事者の名声ではなく、それぞれの主張と証拠の綿密な調査によって決定されなければならない。
また、次のようにも述べている。
2人の発明者の発明の優先順位の決定は、先に発明したことを立証することによってなされる。
この裁判では、マルコーニのイギリスでの特許や無線通信の発明者としての名声を議論しなかった。
この件では、マルコーニの特許のほとんどが（アメリカでは）無効とされた。当時、アメリカ陸軍がマルコーニ社から特許侵害で損害賠償を請求されていたため、特許を無効とすることで侵害もなかったとするという意図があったと言われている。もともと、テスラの特許が既に成立していたにも関わらず、マルコーニの特許が成立した背景にも、テスラがアメリカ政府を特許侵害で訴えていたからだとする説もある。それとは対照的にイギリスではマルコーニの特許7777号の有効性が法廷で認められた。
1895年、コルカタではジャガディッシュ・チャンドラ・ボースがマルコーニのソールズベリー平野での実験（1897年5月）より前に無線通信の公開実験を行っている。

## 私生活と、政治的・公的な生活
結婚
1905年3月16日、アイルランドの第14代インチカン男爵エドワード・オブライエン（en）の娘ベアトリス (1882?-1976) と結婚。
ベアトリスとの間に、娘を3人と息子を1人もうけた。ただし三女は生後数週間で亡くなった。
イタリア軍の通信部門責任者への就任、政党活動
第一次世界大戦ではイタリアは連合国側となり、マルコーニはイタリア軍の無線通信部門の責任者となった。最終的にイタリア陸軍では中尉、海軍では司令官となった。1915年、イギリスの豪華客船ルシタニアがアイルランド沖で撃沈され、マルコーニの友人が亡くなった。マルコーニは2日後のニューヨーク・タイムズにその事実を書いている。
1923年にマルコーニはファシスト党に参加した。
離婚と再婚
1924年にベアトリスと離婚。1927年にベアトリスとの結婚が正式に無効と認定され、再婚が可能になった。
1927年6月15日、マルコーニはマリア・クリスティーナ・ベッツィ＝スカーリ（Maria Cristina Bezzi-Scali）と再婚。結婚式にはベニート・ムッソリーニも列席した。グリエルモとマリアの間には1930年に娘のマリア・エレットラ・エレナ・アンナ（Maria Elettra Elena Anna）が誕生した。
1933年11月16日、マルコーニ夫妻が日本郵船の秩父丸で来日した。これはシカゴ万国博覧会の無線イベントに出席したあと、急遽日本に立寄ることにしたものだった。東京、日光、鎌倉、京都、滋賀、奈良、大阪を観光し、11月24日に下関から船で釜山に渡った。そして京城（現在のソウル）、奉天（現在の瀋陽）、大連、旅順を観光後、中華民国の天津に向かったのが11月29日である。
晩年の政治信条
晩年のマルコーニはファシズムの熱心な信奉者となり、1935年に起きた第二次エチオピア戦争ではその正当化に一役買っている。
1937年、ローマで心筋梗塞により死去。イタリアで国葬が執り行われた。弔意を示すため、世界中にある英連邦の官設無線局が2分間沈黙した。遺体はエミリア＝ロマーニャ州のサッソ・マルコーニに埋葬された。なお、このコムーネは当時別な名前で呼ばれていたが、1938年にマルコーニにちなんで改称された。フィレンツェのサンタ・クローチェ聖堂にはマルコーニの葬儀を記念した像がある。

## 賞と栄誉
- 1901年: マッテウッチ・メダルを受賞。
- 1909年: ノーベル物理学賞を受賞[1]。
- 1914年: イタリアで元老院議員となった。またイギリスではロイヤル・ヴィクトリア勲章（最高位のKnight Grand Cross）を授与。アルバート・メダルを受賞。
- 1918年: フランクリン学会よりフランクリン・メダルを受賞。
- 1920年: 無線学会（Institute of Radio Engineers）よりIRE栄誉賞（Medal of Honor）を受賞。
- 1922年: アメリカエンジニアリング協会（United Engineering Societies）よりジョン・フリッツ・メダルを受賞[121]。
- 1929年: 国王ヴィットーリオ・エマヌエーレ3世により侯爵に叙爵された[122]。
- 1930年: ベニート・ムッソリーニの命でイタリア王立アカデミー会長およびファシズム大評議会の一員となる。
- 1931年: ジョン・スコット賞を受賞。
- 1933年: 日本政府より、日本の無線界の発展に貢献したとして勲一等旭日大綬章を授与される[123]。
- 1934年: ヴィルヘルム・エクスナー・メダルを受賞。

全米放送事業者協会はNAB Marconi Radio Awardsを毎年優れたラジオ番組に授与している。イタリアではユーロ導入まで流通していた旧2000リラ紙幣の肖像に採用されていた。2001年、イギリスではマルコーニの世界初の無線通信から100周年を記念して2ポンド記念硬貨を発行した。また、マルコーニのノーベル物理学賞受賞100周年を記念して、2009年にイタリアが5ユーロ記念硬貨を発行した。

## マルコーニの名を冠した地名など
- イタリアのボローニャ空港は、グリエルモ・マルコーニ空港（Aeroporto Guglielmo Marconi）とも呼ばれている。また、ボローニャ市内にはマルコーニの名を冠した通りがある。
- マルコーニの邸宅ヴィッラ・グリッフォーネ (it:Villa Griffone) があったボローニャ近郊の町サッソは、1938年にサッソ・マルコーニと改称された。サッソ・マルコーニには、マルコーニの墓所とマルコーニ博物館 (it:Museo Marconi) （ヴィッラ・グリッフォーネ）がある。
- 1903年、マルコーニはカナダのモントリオールでマルコーニ無線電信会社を創業[124]。1925年にカナディアン・マルコーニ社に改称。1953年、イングリッシュ・エレクトリックに買収された[124]。なお、同社は2001年にCMC Electronics Inc.となった。マルコーニ社は、カナダ、アイルランド、ニューファンドランド、アメリカ合衆国、イギリスで初期の商用無線局を運営していた。
- パークス・カナダはマルコーニの業績を伝えるため、Marconi National Historic Site of Canadaを作った。
- 中国の香港 九龍塘にはマルコーニ（馬可尼）通りと呼ばれる通りがあり、亜州電視や無綫電視といった放送局が集まっている。
- マサチューセッツ州のケープコッドにマルコーニがアメリカ合衆国から初の大西洋横断無線通信を行った場所があり、その付近の海岸がMarconi Beachと呼ばれている。
- ニュージャージー州サマセットには、かつてマルコーニの無線局（ニュー・ブランズウィック・マルコーニ無線局）があり、1918年ウッドロウ・ウィルソン大統領が十四か条の平和原則のスピーチをそこから発信した。現在、そこはGuglielmo Marconi Memorial Plazaとなっている。
- イタリア国内には「グリエルモ・マルコーニ広場（Piazza Guglielmo Marconi）」と名付けられた広場がローマ[注釈 9]、ヴェルナッツァ、バニョーロ・ディ・ポー、ピニョーネなどにあり、「グリエルモ・マルコーニ通り（Via Guglielmo Marconi）」ないしは「グリエルモ・マルコーニ大通り（Viale Guglielmo Marconi）」などと名付けられた通りにいたっては枚挙にいとまがないほど存在する。

## 特許

### イギリスでの特許
- British patent No. 12,039, 1896年6月2日出願、1897年3月2日審査完了、1897年7月2日登録 - 後にオリバー・ロッジが特許化しなかった自身の発明が含まれていると主張

### アメリカでの特許
- アメリカ合衆国特許第 0,586,193号 "Transmitting electrical signals", 1896年12月出願、1897年7月登録 - ラフコフ・コイルとモールス符号用電鍵を使った発明。
- アメリカ合衆国特許第 0,624,516号 "Apparatus employed in wireless telegraphy".
- アメリカ合衆国特許第 0,627,650号 "Apparatus employed in wireless telegraphy".
- アメリカ合衆国特許第 0,647,007号 "Apparatus employed in wireless telegraphy".
- アメリカ合衆国特許第 0,647,008号 "Apparatus employed in wireless telegraphy".
- アメリカ合衆国特許第 0,647,009号 "Apparatus employed in wireless telegraphy".
- アメリカ合衆国特許第 0,650,109号 "Apparatus employed in wireless telegraphy".
- アメリカ合衆国特許第 0,650,110号 "Apparatus employed in wireless telegraphy".
- アメリカ合衆国特許第 0,668,315号 "Receiver for electrical oscillations".
- アメリカ合衆国特許第 0,676,332号 "Apparatus for wireless telegraphy" (later practical version of systeメートル）
- アメリカ合衆国特許第 0,757,559号 "Wireless telegraphy system". 1901年11月19日出願、1904年4月19日登録
- アメリカ合衆国特許第 0,760,463号 "Wireless signaling system".
- アメリカ合衆国特許第 0,792,528号 "Wireless telegraphy". 1903年10月13日出願、1905年6月13日登録
- アメリカ合衆国特許第 0,760,463号 "Wireless signaling system". 1903年9月10日出願、1904年5月24日登録
- アメリカ合衆国特許第 0,763,772号 "Apparatus for wireless telegraphy" (Four tuned systeメートル）; N. Tesla, O. Lodge, J. S. Stone より日付が古い発明
- アメリカ合衆国特許第 0,786,132号 "Wireless telegraphy". 1903年10月13日出願
- アメリカ合衆国特許第 0,792,528号 "Wireless telegraphy". 1903年10月13日出願、1905年7月13日登録
- アメリカ合衆国特許第 0,884,986号 "Wireless telegraphy". 1902年11月28日出願、1908年4月14日登録
- アメリカ合衆国特許第 0,884,987号 "Wireless telegraphy".
- アメリカ合衆国特許第 0,884,988号 "Detecting electrical oscillations". 1903年2月2日出願、1908年4月14日登録
- アメリカ合衆国特許第 0,884,989号 "Wireless telegraphy".
- アメリカ合衆国特許第 0,935,381号 "Transmitting apparatus for wireless telegraphy". 1908年4月10日出願、1909年9月28日登録
- アメリカ合衆国特許第 0,935,382号 "Apparatus for wireless telegraphy".
- アメリカ合衆国特許第 0,935,383号 "Apparatus for wireless telegraphy". 1908年4月10日出願、1909年9月28日登録
- アメリカ合衆国特許第 0,954,640号 "Apparatus for wireless telegraphy". 1909年3月31日出願、1910年4月12日登録
- アメリカ合衆国特許第 0,997,308号 "Transmitting apparatus for wireless telegraphy". 1910年7月15日出願、1911年7月11日登録
- アメリカ合衆国特許第 1,102,990号 "Means for generating alternating electric currents". 1914年1月27日出願、1914年7月7日登録
- アメリカ合衆国特許第 1,148,521号 "Transmitter for wireless telegraphy". 1908年7月20日出願、1915年8月3日登録
- アメリカ合衆国特許第 1,226,099号 "Transmitting apparatus for use in wireless telegraphy and telephony". 1913年12月31日出願、1917年5月15日登録
- アメリカ合衆国特許第 1,271,190号 "Wireless telegraph transmitter".
- アメリカ合衆国特許第 1,377,722号 "Electric accumulator". 1918年3月9日出願
- アメリカ合衆国特許第 1,981,058号 "Thermionic valve". 1926年10月14日出願、1934年11月20日登録